# ГАЗ-3102
ГАЗ-3102 «Волга» (простореч. «ноль вторая», «тридцать первая») — советский и российский автомобиль бизнес-класса, выпускавшийся с 1981 по 2008 годы Горьковским автомобильным заводом. Является модернизацией и глубоким рестайлингом кузова поколения ГАЗ-24.

## История

### Проект ГАЗ-3101
В конце 1960-х годов, одновременно с подготовкой к запуску ГАЗ-24, конструкторы Горьковского автозавода занялись разработкой более современной и премиальной «Волги». Проект получил название «ГАЗ-3101», а первый ходовой прототип был готов в 1973 году.

На снимке — выездной художественный совет Министерства автомобильной промышленности. Обсуждается натурный пластилиновый макет автомобиля работы Ления Ивановича Циколенко и Николая Ивановича Киреева. Фото из архива В. Н. Носакова, 1967 год

Из-за почти полного отсутствия финансирования конструкторы взяли за основу кузов от ГАЗ-24, подвергнув сильным изменениям его переднюю и заднюю часть. Спереди машина напоминала ГАЗ-14 с прямоугольной оптикой. Сзади появились большие фонари с промежуточными вертикальными секциями. Внешне новая «Волга» отображала современные тенденции американской автомобильной моды начала 1970-х годов.
В новой машине был повышен уровень безопасности. Так, кузов получил зоны деформации и травмобезопасные утопленные наружные ручки дверей, а в салоне появились инерционные трёхточечные ремни безопасности. Бензобак был перенесён за спинку заднего сиденья.
ГАЗ-3101 получил новый салон, в котором появились современные сиденья с высокими спинками и подголовниками, новыми картами дверей. Появилось новое рулевое колесо и современная травмобезопасная приборная панель из вспененного полиуретана, в которую были встроены большие круглые циферблаты приборов. Элементы салона ГАЗ-3101 отдалённо напоминали салон ГАЗ-14 «Чайка». В салоне также был предусмотрен кондиционер, электрические стеклоподъёмники и гидроусилитель руля.
На ГАЗ-3101 предполагалась установка двигателя V8 рабочим объёмом 3,0 л и четырёхступенчатой автоматической коробки.
Единственный ходовой образец ГАЗ-3101, изготовленный в 1973 году, был доставлен в Москву для показа комиссии Министерства автомобильной промышленности. Члены комиссии в целом хорошо приняли новинку, однако ГАЗу было отказано в запуске серийного производства, так как в министерстве решили, что выпускавшегося ГАЗ-24 вполне достаточно, а запуск в производство ГАЗ-3101 был бы слишком затратным. В итоге работы над проектом были заморожены.

### Запуск в серию
В 1976 году на заводе всерьез задумались о замене ГАЗ-24, которая начала постепенно отставать от зарубежных автомобилей бизнес-класса. Тогда же было получено техзадание на разработку новой «Волги».
Новый автомобиль получил название ГАЗ-3102, за основу которого был взят нереализованный ГАЗ-3101, дизайн которого был немного обновлён. Салон был также пересмотрен, однако его стилистическое решение осталось прежним.
Автоматическую коробку передач было решено заменить на стандартную 4-ступенчатую механическую коробку из-за отсутствия в то время в Советском Союзе технологии серийного производства АКПП. Перспективный двигатель V8 также не пошёл в серию — ЗМЗ не мог обеспечить выпуск такого двигателя для легкового автомобиля. Однако для новой «Волги» был разработан двигатель ЗМЗ‑4022.10. Этот двигатель отличался от стандартного ЗМЗ-402 тем, что имел форкамерно-факельную систему зажигания.
В каждом цилиндре имелся третий клапан, под которым стояла свеча. Горючая смесь поступала туда от третьей камеры специально разработанного для этого карбюратора К‑156. Образовавшийся в предкамере факел поджигал смесь в основной камере сгорания. ЗМЗ‑4022.10 также имел прогрессивную систему ступенчатого впуска воздуха: два клапана во впускном коллекторе обедняли смесь на малых оборотах.
Такое конструктивное решение дало прибавку к мощности двигателя на 10 л. с. — до 105 л. с., а расход топлива снизился на 2 литра — до 8,5 л на 100 км пробега. Также снизилась концентрация вредных веществ в отработавших газах.
Была модернизирована тормозная система. Для этого была приобретена лицензия на тандемный вакуумный усилитель тормозов (ВУТ) у британской компании Girling. В отличие от применявшихся до этого обычного гидровакуумного усилителя, ВУТ сохранял работоспособность всей системы даже при частичной разгерметизации какого-либо из контуров. Появились дисковые передние тормоза — впервые на советском автомобиле такого класса. В целом новая тормозная система работала эффективнее при возросшей мощности двигателя.
В конце 1980 года, когда работы над ГАЗ-3102 были практически завершены, завод получил заказ на опытно-промышленную партию новых ГАЗ-3102. 22 декабря 1980 года была собрана первая опытная партия ГАЗ-3102. Это событие совпало по времени с принятием решения о прекращении производства ГАЗ-13 «Чайка».

## Техническое описание

### Экстерьер
Внешность ГАЗ-3102 определялась тремя критериями: соответствие дизайну мирового уровня, сохранение всех штампованных элементов кузова ГАЗ-24 (это лонжероны, боковины, крышка багажника, двери и крыша). Машина должна была отвечать повышенным нормам безопасности: как пассивной, так и активной.
Облик автомобиля отличался современным дизайном, соединяющим в себе американскую мощь очертаний кузова и европейскую лаконичность кузовных элементов. Решетка радиатора в стиле «китовый ус» стала неизменной принадлежностью автомобилей марки «Волга».
Жесткие требования к безопасности ГАЗ-3102 стали стимулом для создания зон поглощения энергии удара. В рамках программы усиления конструкции топливный бак вынесли из-под пола и разместили над задним мостом, поскольку этот участок меньше всего страдает от ударных нагрузок во время аварии. Новое расположение топливной емкости позволило увеличить ее объем до 70 литров. Обводы кузова машины после всех конструктивных изменений стали более современными, а в очертаниях автомобиля появились признаки аристократизма.

### Интерьер
Интерьер ГАЗ-3102 разрабатывался по последней моде того времени, дизайнеры старались придать салону автомобиля впечатление роскоши, и в то же время им приходилось сдерживать свои амбиции, чтобы не перейти границы дозволенного. Стиль внутреннего убранства персональной машины советского чиновника должен был соответствовать лучшим зарубежным образцам и в то же время олицетворять советский автопром. В 1970-х годах пришла мода на отделку автомобильного салона натуральным деревом, но если западные автомобилестроители могли себе позволить такую роскошь, как панели из палисандра и т. п., то для советских производителей это было слишком накладно. Поэтому натуральную древесину попросту заменили самоклеющейся пленкой с рисунком под дерево.
Обивка салона была близкой к стандартам роскоши, сиденья и дверные панели обтягивались качественным велюром красных, зеленых и бежевых оттенков. Спинки сидений имели ортопедическую форму, благодаря чему водитель и пассажиры не уставали на протяжении длительных поездок. Пол в машине застилался натуральными коврами, такое покрытие значительно повышало уровень комфорта в салоне, а также служило шумоизоляционным слоем. Система отопления совмещалась с вентиляционными диффузорами, а поскольку в то время Советский Союз еще не выпускал массово автомобильные кондиционеры, то внутреннее пространство ГАЗ-3102 обеспечивалось свежим воздухом только за счёт вентиляции.

### Двигатель
Двигатель, который был установлен на ГАЗ-3102 в 1982 году, был не совсем обычной конструкции и оснащался форкамерно-факельным зажиганием, которое работает в режиме ЛАГ-процесса (лавинной активации горения). Первые форкамерные моторы появились на Горьковском автозаводе еще в пятидесятые годы, в период поисков новых технологий, обеспечивающих экономию топлива. Метод не прижился, вскоре от факельного зажигания отказались. Двигатели ЗМЗ 4022.10 в дальнейшем оснащались традиционными свечами зажигания.
Однако работы по совершенствованию силовой установки ГАЗ-3102 продолжались, так как тяжелая машина потребляла сравнительно много горючего. Ситуация разрешилась, когда в 1992 году появилась возможность импортировать японские моторы Toyota 3RZ-FE, достаточно мощные и экономичные. А в 2006 году на Горьковский завод стали поступать американские моторы Chrysler EDZ.
Автомобиль ГАЗ-3102, двигатель которого в отечественном варианте оставлял желать лучшего, стали оснащать импортными моторами. Такая практика продолжалась в течение нескольких лет, вплоть до снятия машины с производства. Технические характеристики всех моторов, устанавливаемых на ГАЗ-3102, были примерно одинаковыми, объем цилиндров 2,3 — 2,5 литра, мощность 90 — 137 л. с.

### Трансмиссия
Трансмиссия для ГАЗ-3102 подбиралась поэтапно, первоначально планировалась установка планетарного агрегата с гидромеханическим приводом. Но неповоротливость плановой системы СССР в очередной раз сыграла свою роль, и новый автомобиль получил коробку передач от своего предшественника, ГАЗ-24. Трансмиссия потребовала доработки, так как ГАЗ-3102 находился в другой весовой категории, и его масса требовала иных соотношений шестерен прямой передачи. В конечном итоге автомобиль стали оснащать модернизированной коробкой передач, четырехступенчатой механической, которая была далека от конструктивного совершенства.

### Подвеска
Ходовая часть ГАЗ-3102 на первом этапе производства была примером автомобильного анахронизма. Передняя подвеска собиралась по принципу поворотных кулаков на шкворнях, такая схема использовалась в то время на грузовых автомобилях. Надежность такой подвески была высокой, но ее узлы требовали регулярной смазки различными смазочными средствами типа «Литол». Для этого в точках смазки были установлены шприц-масленки. Амортизаторы передней подвески обладали хорошими характеристиками возвратно-поступательного действия и выдерживали значительные нагрузки.
Задняя подвеска ГАЗ 3102 была простой и надежной конструкции, кузов опирался на полуэллиптические рессоры, а для поперечной устойчивости применялась стабилизирующая штанга. В рессорные серьги запрессовывались втулки из танковой резины. Таким образом обеспечивалось бесшумное взаимодействие движущихся деталей. Амортизаторы на задней подвеске применялись гидравлические с масляными гасителями ударных нагрузок.
Тормозная система ГАЗ 3102 была более современной, все компоненты производились по лицензии английской фирмы Girling. Двухконтурное сообщение гидравлики с тормозными цилиндрами действовало по сложной, но эффективной системе перепада давления в коллекторе работающего двигателя. Тормоза оснащались гидровакуумным усилителем, достаточно было легкого нажатия на педаль тормоза, чтобы включилась вся тормозная система. Ручной тормоз рычажного действия был смонтирован на задних колесах.

## Серии

### Первая серия (1981—1992)

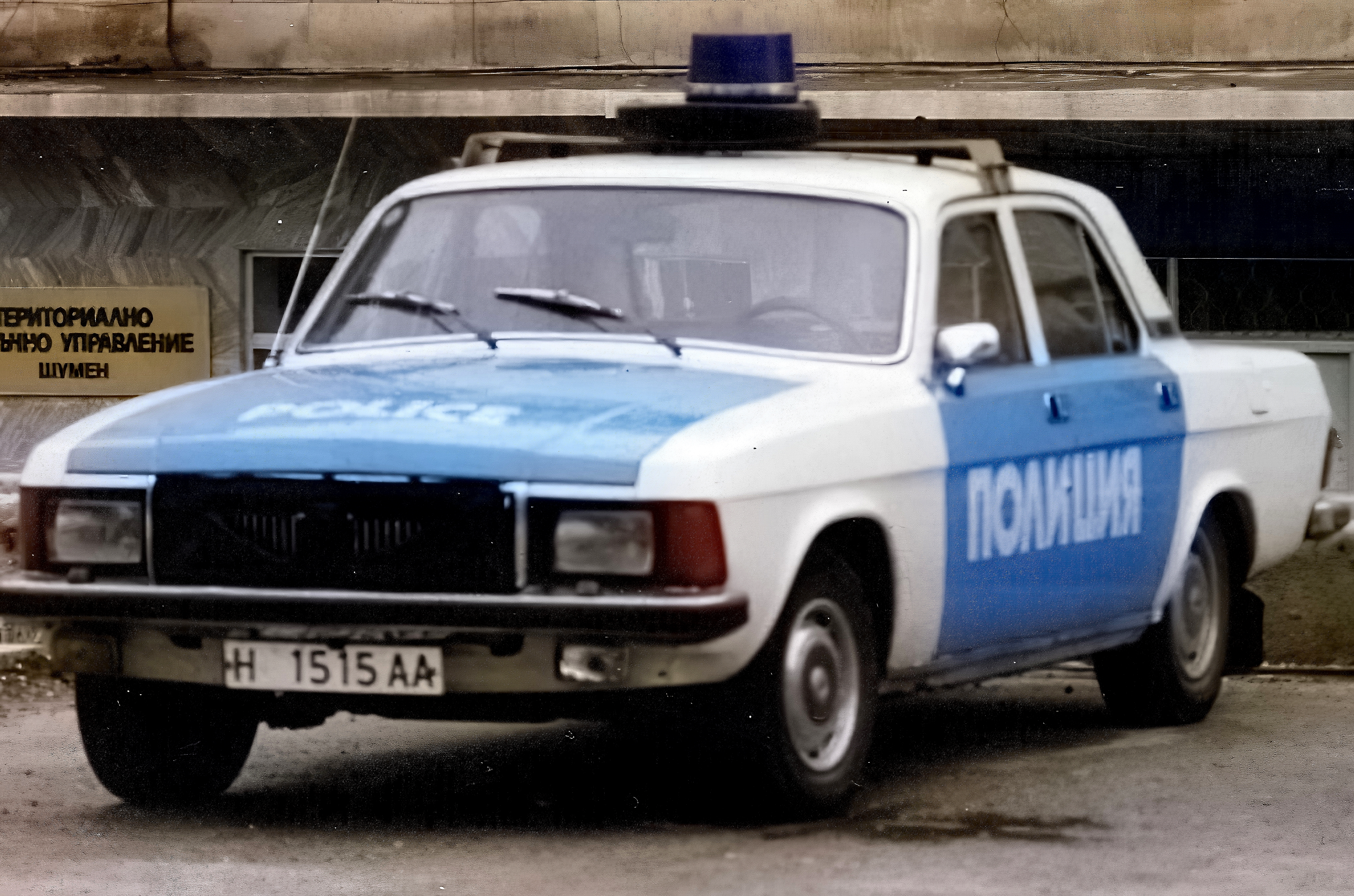
ГАЗ-3102 первой серии на службе в болгарской полиции. Отличительная черта ранней серии — номерной знак под бампером и люк бензобака у задней двери

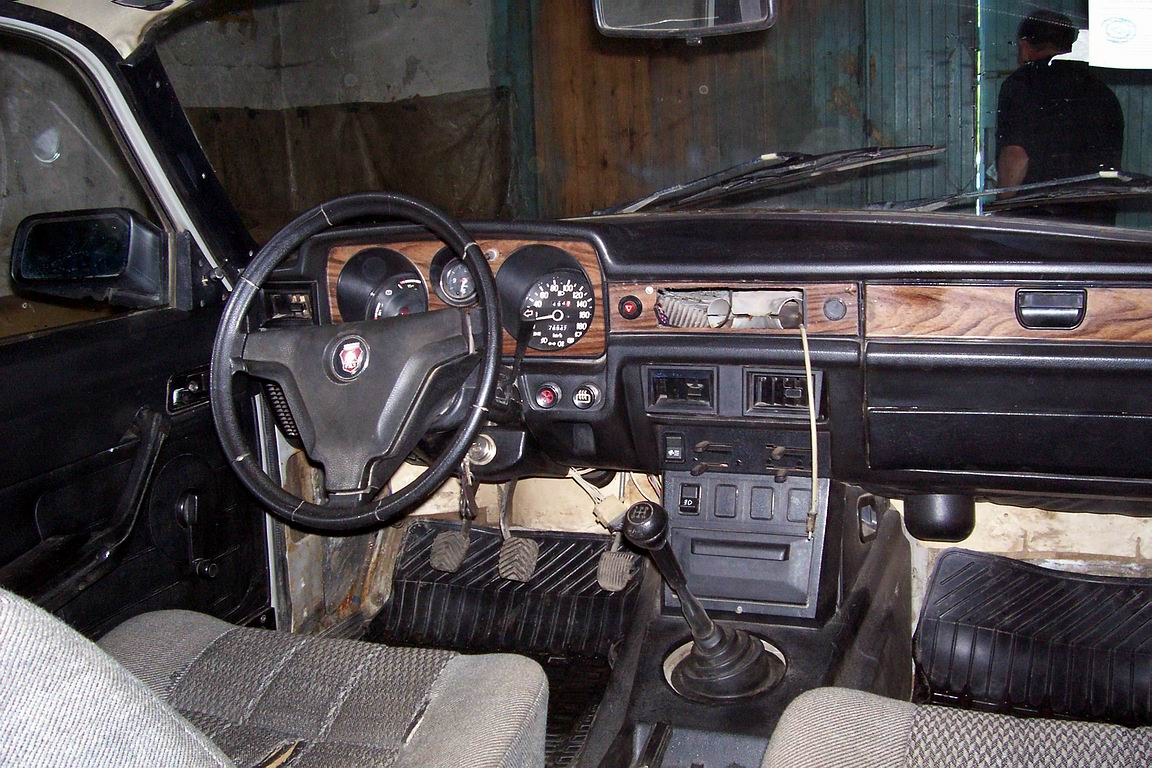
Салон от ГАЗ-3102, установленный в ГАЗ-31029

Первые серийные экземпляры изготовили 13 февраля 1981 года, приурочив это событие к ХХVI съезду КПСС и 50-летию ГАЗа. Полноценное серийное производство началось в апреле 1981 года. ГАЗ-3102 выпускался на главном конвейере Горьковского автозавода параллельно с ГАЗ-24. Цветовая гамма окраски кузовов новой «Волги» состояла из чёрного, белого, серого и бежевого цветов.
Изначально эти автомобили распределялись только в гараж особого назначения, обслуживавший членов политбюро ЦК КПСС. В процессе эксплуатации у ранних ГАЗ-3102 стали выявлять первые серьёзные недостатки: двигатель с форкамерным зажиганием часто перегревался и требовал предельно точной настройки карбюратора и угла зажигания. Из воспоминаний В. Н. Носакова:

Потому что машины свежие шли в ЦК, там, пока мы не наладили всё как надо, драли три шкуры. Но, кроме двигателя всё подтянули. Тут пошло — «давайте больше!», оценили её. И 31-я Волга приобрела статус элитной, генеральской. Это значит, что и госаппарат на ней ездил. И тут нашему министру на самом высоком уровне было сказано буквально так: «Мы не позволим, чтобы автомобиль, на котором будут ездить чиновники и генералы, одновременно работал и в такси». И 31-ю модель придержали в количестве.
— Владимир Никитич Носаков — бывший руководитель легкового производства ГАЗ
В 1985 году появились первые небольшие косметические изменения:
- радиаторная решётка стала одной деталью (ранее она состояла из трёх частей);
- дополнительные поворотники на передних крыльях;
- номерной знак переместился из под бампера на бампер спереди (резиновый молдинг стал состоять из двух половин)
- некоторые предметы салона (ручки стеклоподъёмников, механизм катушки ремней безопасности передних сидений и т. д.)[7]

В советское время объёмы производства ГАЗ-3102 не превышал 2-3 тысяч автомобилей в год. Это объяснялось тем, что ГАЗ-3102 распределялись только в гаражи, обслуживавшие руководство министерств и ведомств, членов обкомов и ЦК, а также командование военных и силовых ведомств. Изредка ГАЗ-3102 отправлялся на экспорт в страны восточного блока. В частные руки, как было сказано выше, ГАЗ-3102 официально не продавалась.
Впервые ГАЗ-3102 официально был продан частным лицам лишь в годы перестройки: в 1990 году ГАЗ-3102 1983 года выпуска был продан на аукционе частному кооперативу за 53 000 руб. Хотя в начале 1990-х годов, когда некоторые автомобили списывались со службы, списанные ГАЗ-3102 также попадали к частным автовладельцам.

### Вторая серия (1992—1997)
После распада СССР государство перестало быть единственным заказчиком на ГАЗ-3102, а Горьковский автозавод был приватизирован. В 1992 году на ГАЗе было налажено производство упрощённой версии под названием ГАЗ-31029 «Волга». Все эти события привели к тому, что ГАЗ-3102 перестал быть исключительно правительственным автомобилем и стал официально продаваться в автомагазинах. К тому моменту ГАЗ-3102 претерпел очередную модернизацию.
Важным нововведением 1992 года стал полный отказ от форкамерного двигателя ЗМЗ‑4022.10, трудоёмкого в плане ремонта и настройки. Двигатель ЗМЗ‑4022.10 был заменён на стандартный ЗМЗ-402 (100 л. с.). В 1994 году в моторной гамме появился более современный ЗМЗ-406 (130 л. с.) с электронным впрыском топлива. На машинах с ЗМЗ-406 место бачка омывателя фар занимал воздушный фильтр, поэтому в этом варианте омыватель фар был подключен к бачку стеклоомывателя.
Из-за удешевления производства и унификации с ГАЗ-31029 на заводе отказались от установки бака под сиденьем. 70-литровый топливный бак был заменён на стандартный топливный бак в 55 л. Из-за этого бак переместился под багажник за задним мостом, а люк его заливной горловины стал располагаться ниже. Всё это привело к тому, что запасное колесо из ниши в полу багажника переместилось на полку в багажнике (как и на всех остальных «Волгах»).
В салоне почти все детали со стальными вставками были заменены на пластмассовые, с приборной панель убрали конусовидные стёкла на приборах, заменив их на обычные плоские стёкла. Зеркала заднего вида стали пластмассовыми, появилась возможность регулировки зеркал из салона.

### Третья серия (1997—2003)
В 1997 году была снята с производства ГАЗ-31029, началось производство более современной ГАЗ-3110. Поэтому ГАЗ-3102 претерпел очередной рестайлинг. ГАЗ-3110 имела больше новых деталей. С технической точки зрения ГАЗ-3102 получил ряд важных изменений:
- пятиступенчатая коробка передач;
- составной кардан с промежуточной опорой;
- появился гидроусилитель рулевого управления;
- между рулевым механизмом и рулевой колонкой вместо муфты появился карданный шарнир;
- внедрён электронасос циркуляции системы охлаждения двигателя;
- дополнительный резонатор в системе выпуска отработанных газов;
- на некоторых машинах появились электрокорректоры фар и обогрев форсунок стеклоомывателя.
- за аккумуляторной батареей вместо контактора появились предохранители на 30А и 60А.

Для версий с ЗМЗ-402 появился дополнительный электрический вентилятор перед основным радиатором. Хотя для автомобилей с ЗМЗ-406 устанавливается только один электровентилятор за основным радиатором.
ГАЗ-3102 получил от ГАЗ-3110 полностью новую отделку салона: новую панель приборов, рулевое колесо, сиденья, карты дверей (от старого салона осталась лишь обшивка потолка и потолочный плафон).

### Четвёртая серия (2003—2006)
В середине 2003 года завод произвел очередную модернизацию легкового семейства «Волга». Завод готовился к снятию с производства ГАЗ-3110, в том же году его сменил ГАЗ-31105.
ГАЗ-3102 с 2003 года имел следующие основные изменения:
- новый тип передней подвески: вместо рычагов со шкворнями стали устанавливаться шаровые опоры;
- на задней оси стали устанавливать стабилизатор поперечной устойчивости;
- на некоторых комплектациях появилась система ABS.

Также появились новые большие зеркала в цвет кузова, а также колёсные диски от ГАЗ-31105.

### Пятая серия (2006—2008)
В 2006 году была предпринята попытка последней модернизации классической ГАЗ-3102, которая стала ещё больше унифицирована с ГАЗ-31105. Модернизированная версия получила индекс ГАЗ-31025. Новые дверные ручки, зеркала, рулевое колесо, а также элементы салона — все эти детали были такие же, как и на ГАЗ-31105.
Больше всего изменилась моторная гамма. Окончательно снимается с производства версии с морально устаревшим ЗМЗ-402, хотя некоторые машины продолжали комплектоваться им до 2007 года включительно. Появилась версия с ЗМЗ-405. Самым большим нововведением стал двигатель Chrysler DCC 2,4 л DOHC (2,429 л).
В дальнейшем ГАЗ-31025 получил полностью новый рестайлинговый салон от ГАЗ-31105, который иногда называют «евросалоном».

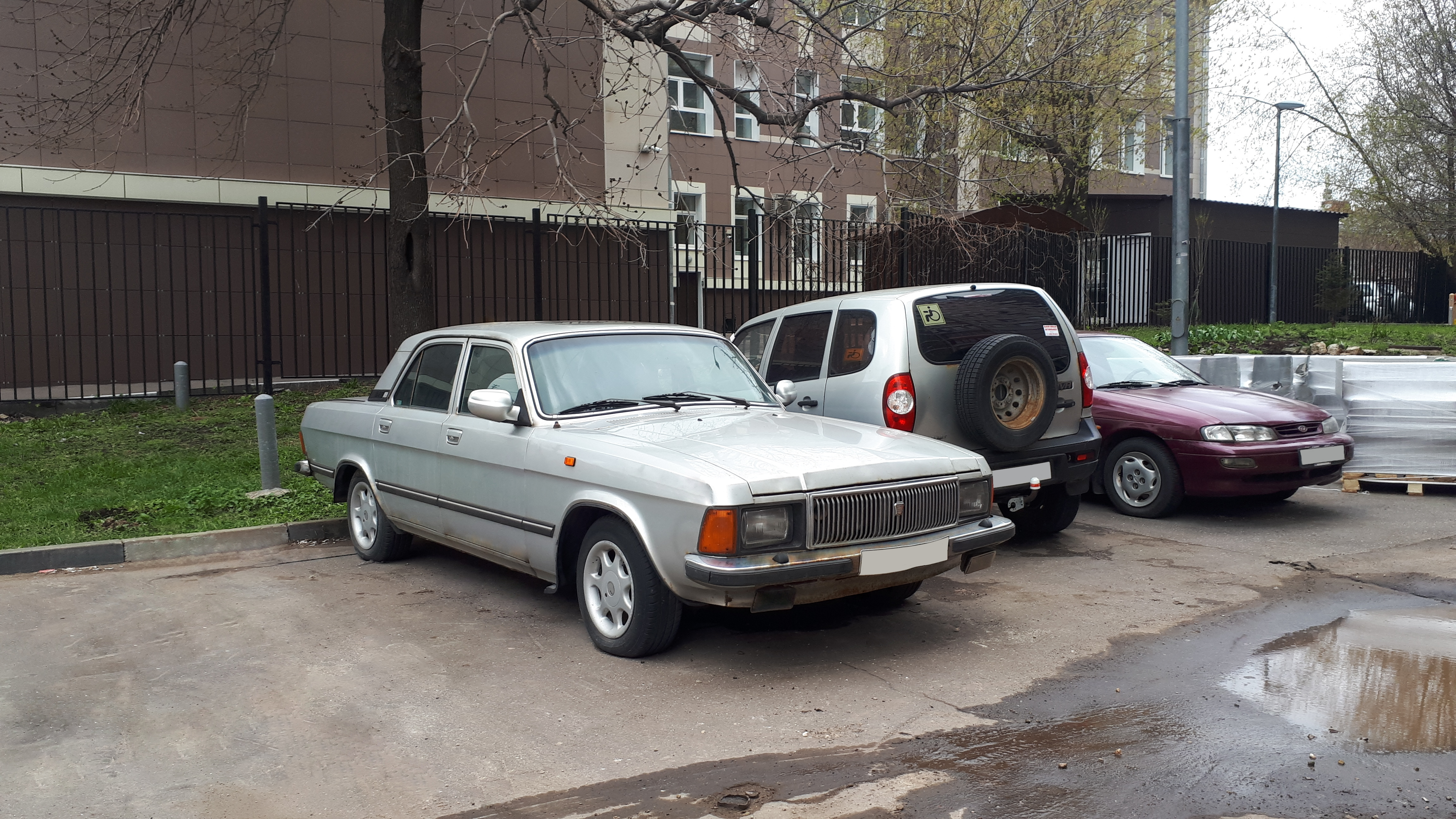
ГАЗ-3102 (2003-2008)
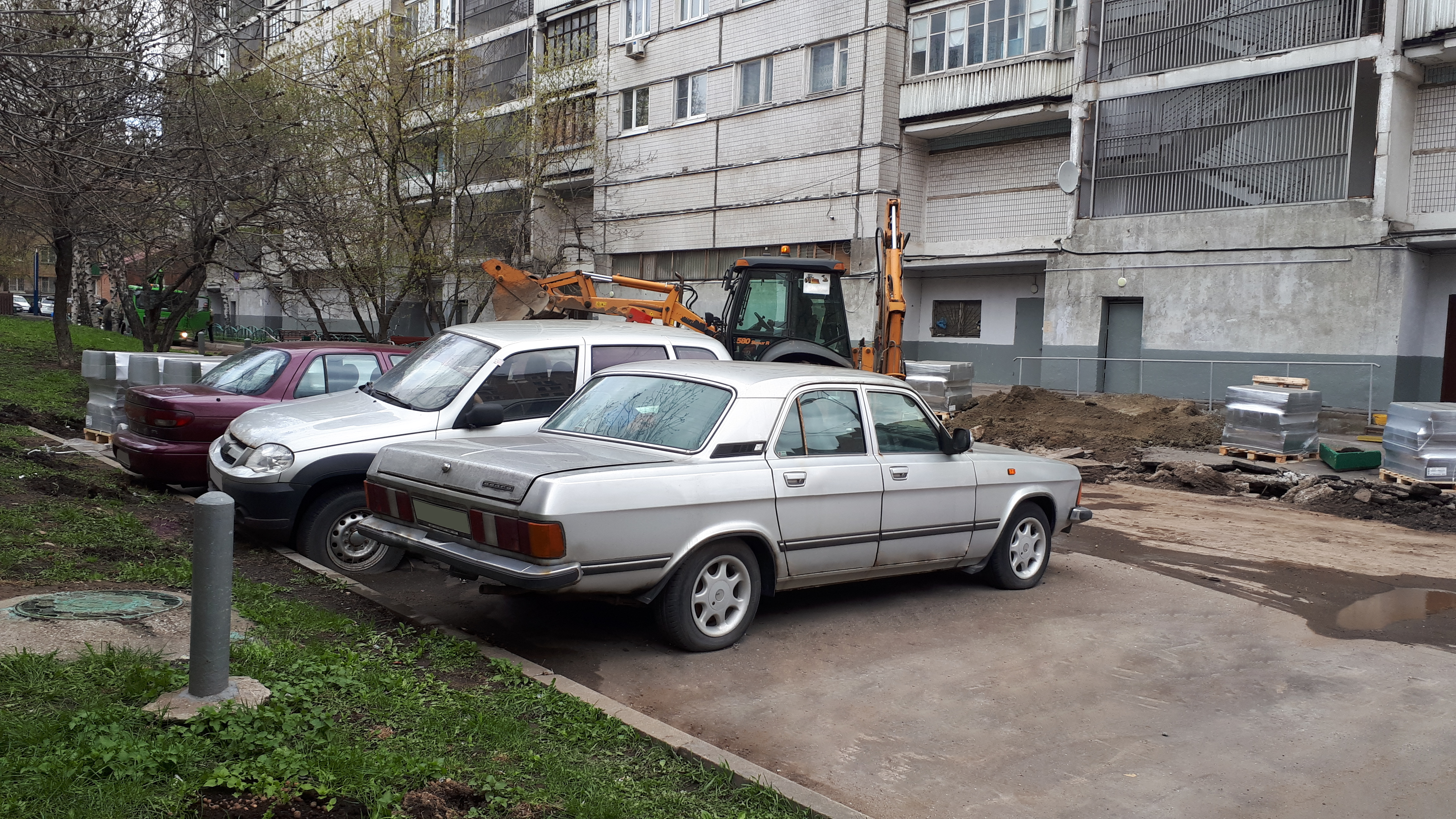
Вид сзади

В середине 2000-х годов конструкция производившихся ГАЗ-3102 морально устарела, так как была аналогична ГАЗ-24, разработанной в 1960-х годах. Несмотря на появившиеся на российском рынке более современные автомобили иностранного производства, многие госструктуры (муниципальные учреждения, ведомства, милиция, и пр.) и частные организации продолжали закупать ГАЗ-3102. Основной причиной успеха ГАЗ-3102 была относительно невысокая цена автомобиля и его обслуживания.
Впервые новость о прекращении выпуска ГАЗ-3102 была озвучена Олегом Дерипаской в конце 2005 года. Тогда было объявлено, что завод прекращает выпуск и «не будет больше разрабатывать собственную модель легкового автомобиля». Чуть позже в пресс-службе ГАЗ уточнили, что завод завершит выпуск через год-два. Анонсированная новость была встречена отрицательно множеством групп и политиков.
В ноябре 2008 года, в условиях начавшегося финансового кризиса, окончательно были сняты с производства последние модели классического семейства «Волга» (ГАЗ-31025 и ГАЗ-31105). Фактическим преемником на конвейере стала Volga Siber, являвшаяся лицензионной копией Chrysler Sebring. Однако Volga Siber имела низкие продажи и не смогла удержаться на конвейере, из-за чего в 2010 году была снята с производства.

### Специальные версии
Серийному выпуску обычного в автоиндустрии парного седану автомобиля ГАЗ-3102 с кузовом «универсал» мешало расположение бензобака над задним мостом. Было выпущено несколько опытных универсалов с передком от ГАЗ-3102, однако они имели панель пола, аналогичную ГАЗ-31029 и ГАЗ-24-10, и фактически являлись модификацией последних, а не ГАЗ-3102.
Помимо стандартного исполнения, модифицированный седан ГАЗ-3102 использовался для работы в КГБ, МВД (такие автомобили называли в простонародье «догонялки»), правительственных кортежах, как автомобиль прикрытия, сопровождения и спецсвязи. Для каждого отдельного применения существовал ряд мелкосерийных версий, при этом данным спецмашинам присваивались модификации возрождённого индекса ГАЗ-3101:
- ГАЗ-31011 — версия с двигателем V8 объёмом 4254 см³ и мощностью 160 л. с. При массе в 1560 кг заявлялась максимальная скорость 170 км/ч[13]. Впервые была показана в 1984 году на ВДНХ.
- ГАЗ-31013 — версия для спецслужб с дефорсированным до 200 л. с. двигателем ЗМЗ-505.10 рабочим объёмом 5,53 литра (такой же двигатель устанавливался на ГАЗ-14 «Чайка»). Из-за возросшей массы двигателя пружины передней подвески и лонжероны кузова были усилены, а спереди стояли тормозные диски увеличенного диаметра. Двигатель работал в паре с автоматической коробкой. Чтобы внешне машина выглядела как обычная «Волга», её снабжали бутафорной педалью сцепления, а рычаг автоматической КПП маскировали под рычаг механической КПП[14].
- ГАЗ-31028 — версия с двухсекционным роторно-поршневым двигателем ВАЗ-413 (140 л. с., 164 км/ч), разработанный тольяттинскими инженерами[15]. Из-за возросших оборотов КПП устанавливалась четырёхступенчатая от классических «Жигулей» с удлинённым первичным валом. Также новый карданный вал устанавливался от РАФ-2203, но навесной подшипник и крестовины были стандартными.
- На базе ГАЗ-3102 армейские авторемонтные заводы строили различные кабриолеты для проведения военных парадов в военных округах.

После распада СССР, когда «Волга» стала доступна для обычных автолюбителей, различные фирмы стали предлагать всевозможные варианты тюнинга ГАЗ-3102. К наиболее видным незаводским версиям можно отнести:
- В середине 1990-х гг. на ГАЗ-3102 предпринимались попытки установки более мощных импортных двигателей, в частности, 6-цилиндровый Toyota 5VZ FE и 8-цилиндровый Rover, однако из-за высокой отпускной цены серийный выпуск таких модификаций не осуществлялся[16].

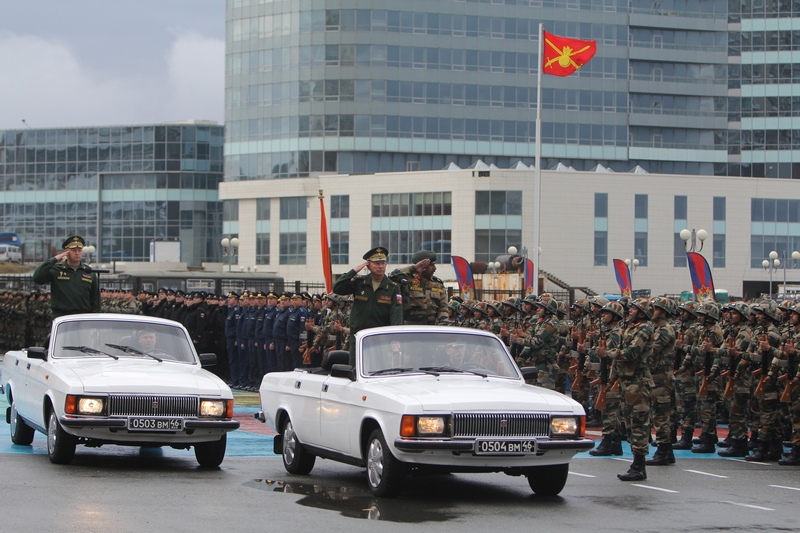
В 2004 году на заводе «Гидропривод» (г. Кимовск, Тульская обл.) был налажен выпуск фургонов/пикапов с полурамной конструкцией, называвшийся 17310В «Трофим». Кабинами для «Трофимов» являлись кузова от серийных «Волг» (ГАЗ-3102, ГАЗ-3110 и ГАЗ-31105). Колесная база «Трофима» была длиннее на 400 мм по сравнению с «Волгой», задние рессоры были усилены. Это позволяло загружать на борт до 800 кг груза[17].  - Военные кабриолеты ГАЗ-3102 на параде во Владивостоке
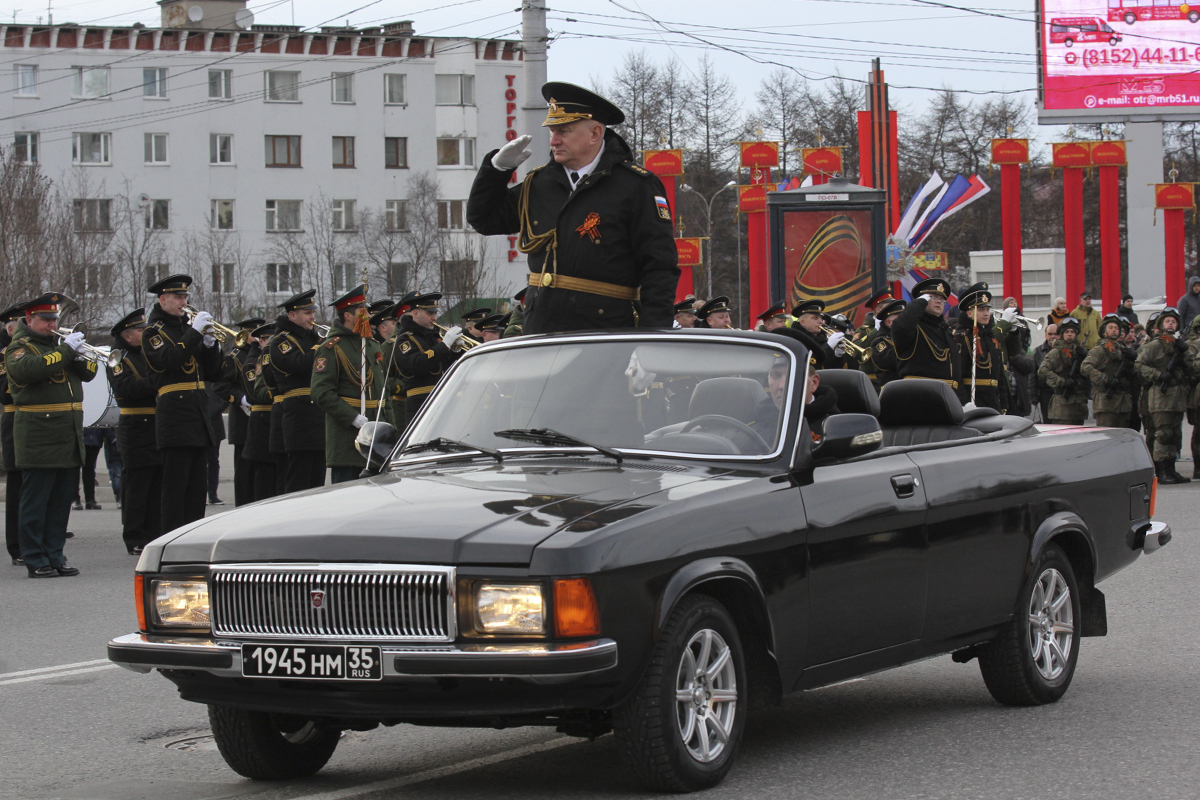
Версия кабриолета без задних дверей
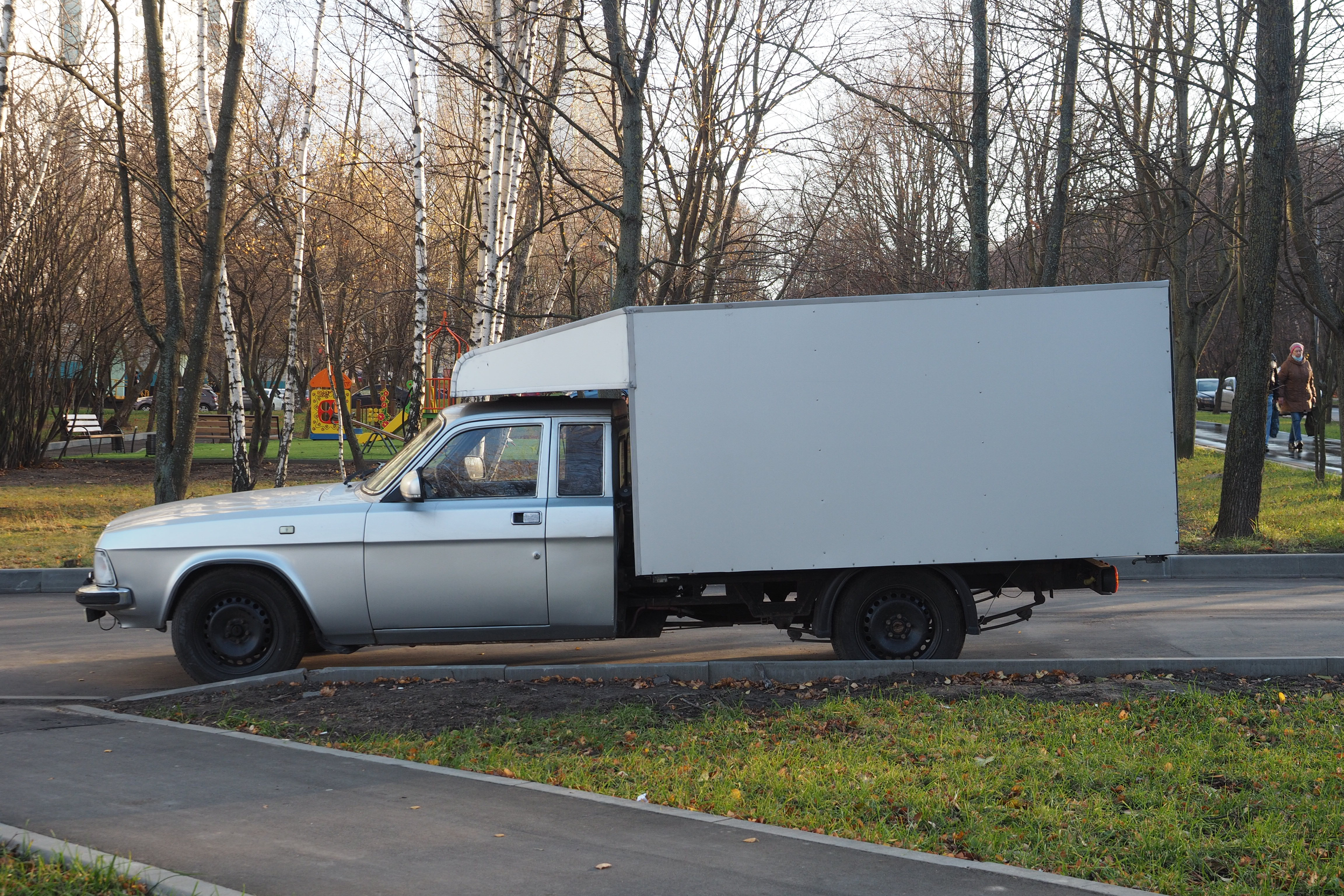
Фургон «Трофим» с кабиной от ГАЗ-3102
  - Версия кабриолета без задних дверей
  - Фургон «Трофим» с кабиной от ГАЗ-3102